# Skala, Burgas
Skala (în bulgară Скала) este un sat în comuna Sungurlare, regiunea Burgas,  Bulgaria. 

## Demografie
Componența etnică a satului Skala
     Bulgari (100%)
     Nicio identificare (0%)
     Altele (0%)
La recensământul din 2011, populația satului Skala era de 16 locuitori. Din punct de vedere etnic, toți locuitorii erau bulgari.